# رایانش مه
رایانش‌مه (به انگلیسی: Fog Computing) مدل رایانشی جدیدی است که در آن منابع رایانشی از دیتاسنتر به لبه‌های شبکه منتقل می‌شوند. از جمله مشکلاتی که تجهیزات هوشمند در مدل اینترنت اشیا دارند کمبود منابع رایانشی مانند پردازشگر و تجهیزات ذخیره‌سازی است. این مشکل با حضور رایانش ابری می‌تواند بر طرف شود به گونه ای که اشیا و تجهیزات هوشمند می‌توانند درخواست‌های ذخیره‌سازی و پردازشی خود را به دیتاسنترها ارسال کنند و نتیجه درخواست را دریافت کنند. اما یک مشکل در این معماری وجود دارد و آن تأخیر ایجاد شده در ارسال و دریافت پاسخ از شی تا دیتاسنتر است. این مسئله به ویژه در اپلیکیشن‌های حساس به تأخیر (Delay-sensitive) مشکلات جدی را به دنبال دارد. بدین ترتیب نیاز به یک لایه میانی از ابر (همان دیتاسنترهای موجود در رایانش ابری) تا زمین (منظور همان اشیاء موجود در اینترنت اشیا) نیاز است و آن چیزی نیست جز مه. به همین دلیل نام این معماری، رایانش مه، نامگذاری شده‌است. در لایه مه (Fog)، تعدادی مه‌دستگاه Fog) Device) وجود دارد که سعی می‌کنند تا حد امکان درخواست‌های رایانشی و ذخیره‌سازی اشیا را برآورده نمایند. در مقایسه با رایانش ابری، هدف رایانش مه این است که تا منابع رایانشی را به همسایگی کاربران نهایی (end user) منتقل کند تا علاوه بر افزایش کیفیت خدمات (QoS)، در پهنای باند مصرفی زیرساخت هم صرفه جویی ایجاد شود.